# Largo dos Dois Leões
O Largo dos Dois Leões é um logradouro público situado em Salvador, município capital do estado brasileiro da Bahia.
Na praça está instalado um monumento ao ex-prefeito de Salvador Heitor Dias Pereira. Nas imediações estão o Cemitério da Quinta dos Lázaros e o Mercado das Sete Portas, a Rua Cônego Pereira e a Avenida Heitor Dias, os bairros Vila Laura, Macaúbas, Baixa de Quintas, como também uma zona de comércio de autopeças.
Duas esculturas de leões em louça deram o nome ao lugar. Elas ornamentam as pilastras do portão de uma construção localizada na praça. Os ornamentos tornaram-se um referencial geográfico e, a despeito de várias remodelações, ainda enfeitam a construção, que era uma casa com muro e gradil e atualmente abriga o Colégio Estadual Leopoldo dos Reis, uma escola pública de ensino fundamental.
Até início do século XX, quando das construções de avenidas, o trajeto de Itapuã até a Cidade Baixa passava pelos Dois Leões. O lugar se configurou como ponto de parada não só para esses trajetos longos (para lavar os pés, calçar sapatos e seguir caminho para a Cidade Baixa), quanto para os cortejos fúnebres destinados à Quinta dos Lázaros (para tirar os calçados e arregaçar as calças diante da via sem calçamento à época).
Ao final do século XIX, o veículos a tração animal (conhecidos como "bonde de burros") circulavam entre a Barroquinha e Dois Leões.

No contexto da concepção do planejamento urbanístico de Salvador em meados do século XX, a ligação entre o Dois Leões, o Retiro e o Largo do Tanque (correspondente à atual Avenida Barros Reis) foi obra prioritária da administração municipal de Heitor Dias, a partir de consultoria do engenheiro Virgildásio de Senna e plano de Mário Leal Ferreira.

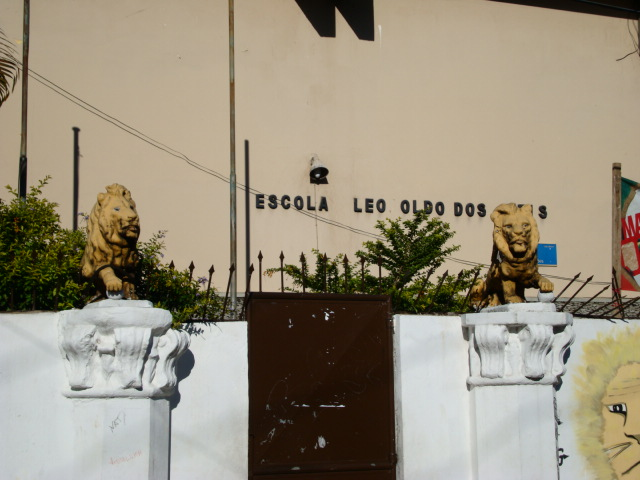
Fachada da escola estadual Leopoldo dos Reis, com os dois leões que deram o nome a praça